# Wanbailin
Wanbailin léase Uán-Báilin (en chino:万柏林区,pinyin:Wànbáilín qū) es un distrito urbano bajo la administración directa de la ciudad-prefectura de Taiyuan. Se ubica en el corazón geográfico de la provincia de Shanxi, este de la República Popular China. Su área es de 304 km² y su población total para 2010 fue +500 mil habitantes.

## Administración
El distrito de Wanbailin se divide en 15 pueblos que se administran en 14 subdistritos y 1 villa.